# Евреи в Израиле
Израильские евреи (ивр. יהדות ישראל‎) — граждане или постоянные жители Израиля исповедующие иудаизм или имеющие еврейскую этническую принадлежность.
Израильские евреи живут в основном в Израиле, а также многих других странах в диаспоре. Они в основном говорят на иврите и исповедуют иудаизм в различных формах и проявлениях.
Еврейская община в Израиле состоит из всех еврейских этнических групп, в том числе из ашкеназов, сефардов, евреев Мизрахи, эфиопских евреев, а также перешедших в иудаизм. В израильской еврейской общине состоят приверженцы широкого спектра еврейских культурных традиций и религиозных обрядов — от харедим до атеистов.

## Население

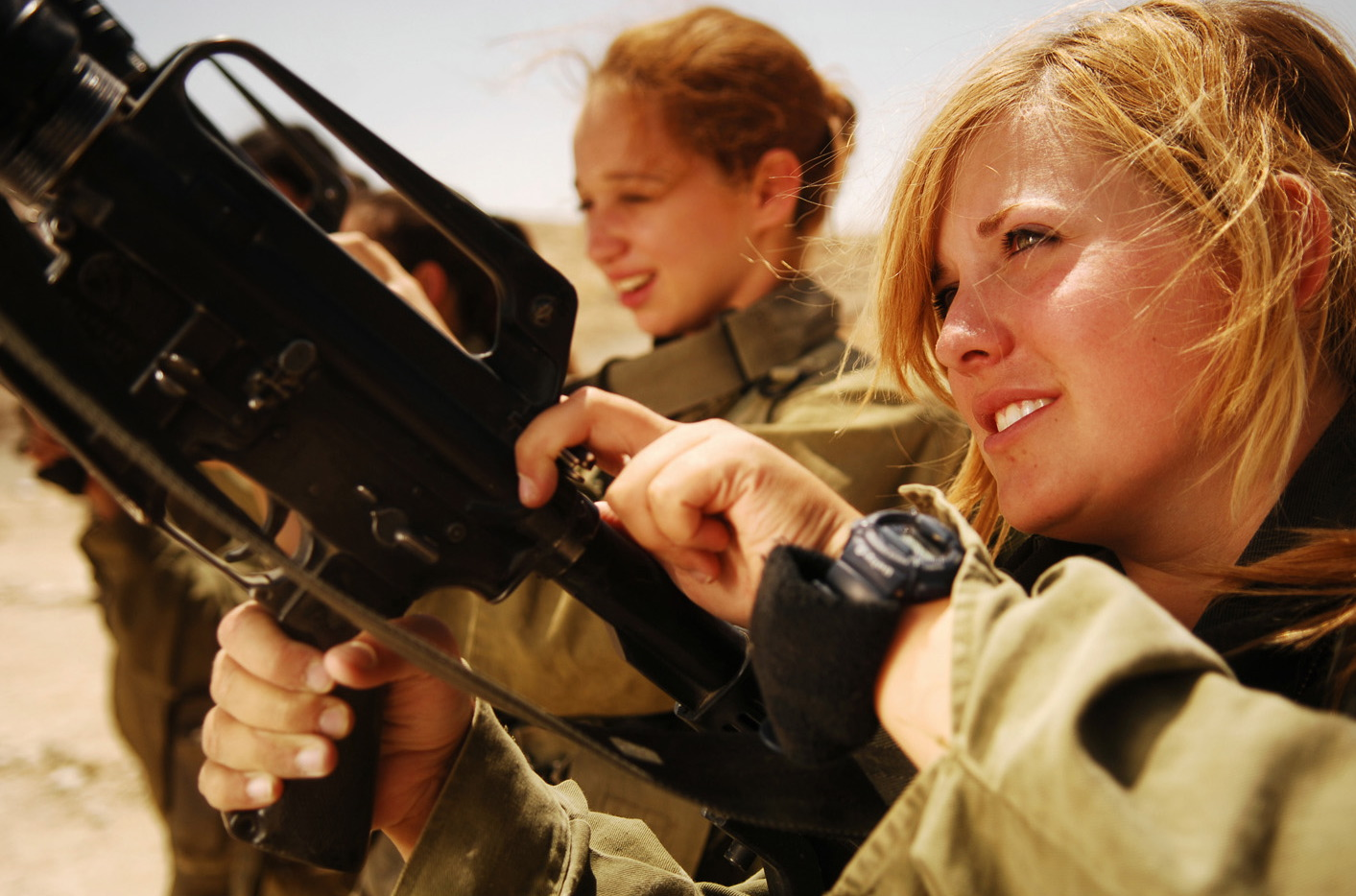
Израильские солдаты

По данным Центрального статистического бюро Израиля, в 2009 году из 7 млн жителей Израиля 75,4 % являлись евреями. Из них 68 % составляют сабры (уроженцы Израиля, в основном израильтяне во втором или третьем поколении), а также репатрианты (еврейские иммигранты в Израиль): 22 % из Европы и Америки и 10 % из Азии и Африки, которая включает и арабские страны, Иран, Турцию и Центральную Азию. Более двухсот тысяч являются потомками евреев из Эфиопии и Индии.
В последние десятилетия значительное число евреев покинуло Израиль (см. также йерида). Причины миграции различаются, но как правило, сочетают экономические и политические проблемы.

### Еврейское население Израиля по месту проживания
Большинство еврейского населения в Израиле проживает в центральной его части.
| Ряд | Город         | Народонаселение (2008) | % Евреев (2007) | Район                     |
| --- | ------------- | ---------------------- | --------------- | ------------------------- |
| 1   | Иерусалим     | 760,800                | 63.7            | Иерусалимский округ       |
| 2   | Тель-Авив     | 392,700                | 91.4            | Тель-Авивский округ       |
| 3   | Хайфа         | 265,300                | 81.2            | Хайфский округ            |
| 4   | Ришон-ле-Цион | 226,300                | 93.8            | Центральный округ Израиля |
| 5   | Ашдод         | 209,600                | 91.0            | Южный округ Израиля       |
| 6   | Петах-Тиква   | 194,100                | 92.2            | Центральный округ Израиля |
| 7   | Нетания       | 179,200                | 93.5            | Центральный округ Израиля |
| 8   | Беэр-Шева     | 187,500                | 88.0            | Южный округ Израиля       |
| 9   | Холон         | 170,900                | 92.7            | Тель-Авивский округ       |
| 10  | Бней-Брак     | 153,200                | 98.5            | Тель-Авивский округ       |
| 11  | Рамат-Ган     | 134,400                | 95.1            | Тель-Авивский округ       |
| 12  | Бат-Ям        | 129,300                | 85.1            | Тель-Авивский округ       |
| 13  | Реховот       | 108,400                | 94.9            | Центральный округ Израиля |
| 14  | Ашкелон       | 110,600                | 88.4            | Южный округ Израиля       |
| 15  | Герцлия       | 84,500                 | 96.3            | Тель-Авивский округ       |

### Рост
- В 1800: 6,700[3][4]
- В 1880: 24,000[3][4]
- В 1915: 87,500[3][4]
- В 1931: 174,000[3][4]
- В 1936: > 400,000[3][4]
- В 1947: 630,000[3][4]
- Перепись 1949 года: 1,013,900[5]
- Перепись 1953 года: 1,483,600[6]
- Перепись 1957 года: 1,762,700[6]
- Перепись 1962 года: 2,068,900[6]
- Перепись 1967 года: 2,383,600[5]
- Перепись 1973 года: 2,845,000[5]
- Перепись 1983 года: 3,412,500[5]
- Перепись 1990 года: 3,946,700[5]
- Перепись 1995 года: 4,522,300[5]
- Перепись 2000 года: 4,955,400[5]
- Перепись 2006 года: 5,137,800[5]
- Перепись 2009 года: 5,634,300[1]
- Перепись 2010 года: 5,802,000[7]
- Перепись 2017 года: 6,556,000[8][9]